# Qahar Youyi Houqi
Qahar Youyi Houqi (prawa tylna chorągiew Qahar; chiń. 察哈尔右翼后旗; pinyin: Cháhā’ěr Yòuyì Hòu Qí) – chorągiew w północnych Chinach, w regionie autonomicznym Mongolia Wewnętrzna, w prefekturze miejskiej Ulanqab. W 1999 roku liczyła 212 651 mieszkańców.